# Irma Cristina Miranda Valenzuela
Irma Cristina Miranda Valenzuela (Ciudad Obregón, Sonora, México; 15 de agosto de 1996) es una modelo mexicana, conductora y reina de belleza la cual fue coronada Mexicana Universal 2022 en el concurso realizado el 21 de mayo de 2022. Como Mexicana Universal, Irma representó a México en el concurso Miss Universo 2022, el cual se llevó a cabo en el Centro de Convenciones Ernest N. Morial en Nueva Orleans, Estados Unidos, donde no logró clasificar al Top 16 de cuartofinalistas .

## Biografía
Miranda nació en Ciudad Obregón, en el municipio de Cajeme en Sonora, México. Estudió Licenciatura en Administración de Empresas en el  Instituto Tecnológico de Sonora en Ciudad Obregón.

## Concursos de belleza

### Nuestra Belleza México 2016
Irma Miranda en 2015 con 18 años y representando a su municipio Cajeme se coronó Nuestra Belleza Sonora, lo que le dio la oportunidad de representar a su estado en el concurso Nuestra Belleza México 2016 el cual se realizó en el Foro 2 de Televisa en la Ciudad de México el 31 de enero de 2016 donde obtuvo la posición de Suplente (1.ª finalista).

### Mexicana Universal 2022
En 2021 fue designada por la organización estatal como Mexicana Universal Sonora, y así obtuvo el derecho a representar a su estado Sonora en el concurso nacional de Mexicana Universal 2022 concurso realizado en el Centro de Convenciones de la ciudad de San Luis Potosí,San Luis Potosí, México. El día de la noche final, Irma Miranda obtuvo un puesto entre las 16 semifinalistas compitiendo en traje de baño y traje de gala y posteriormente clasificó entre las 5 finalistas.
Al final del evento, Irma Miranda fue anunciada por Ximena Navarrete y Andrea Meza como ganadora obteniendo el título de Mexicana Universal 2022 y fue coronada por la reina saliente Débora Hallal Ayala de Sinaloa.

### Miss Universo 2022
Con su triunfo obtuvo el derecho de representar a México en Miss Universo 2022, el cual se llevó a cabo en el Centro de Convenciones Ernest N. Morial en Nueva Orleans, Estados Unidos.

## Televisión
| Año  | Título               | Papel      | Notas                  | Ref.   |
| ---- | -------------------- | ---------- | ---------------------- | ------ |
| 2023 | MasterChef Celebrity | Ella misma | Reality Show, Ganadora | [ 12 ] |